# Olrat jezik
Olrat jezik (ISO 639-3: olr), gotovo izumrli jezik sa zapadne obale otoka Gaua u otočju Banks, Vanuatu. Ime dobiva prema starome selu gdje se govorio. Kako su stanovnici iz svog planinskog sela preseljeni na zapadnu obalu otoka, prihvatili su dominantniji jezik lakon (lkn). U suvremeno vrijeme Preostalo je tek 5 govornika. 
Klasificira se u oceanijske jezike, podskupinu istočni vanuatu.

## Vanjske poveznice
- Karta